# Пробуждая Мэдисон
«Пробуждая Мэдисон» (англ. Waking Madison) — американская драма 2011 года режиссёра Кэтрин Брукс. Фильм впервые был показан 2 мая 2011 года на кинофестивале Ньюпорт-Бич. Фильм был выпущен на DVD 12 июля 2011 года. Съемки проходили в Новом Орлеане.

## Сюжет
Главная героиня фильма — Мэдисон — живёт в Новом Орлеане. Пребывая в отчаянии и на грани суицида, она запирается в своей квартире на 30 дней. Используя видеокамеру для записи дневника, она даёт обещание, что если не сможет привести в порядок свою жизнь, то совершит самоубийство на 30-й день изоляции.

## В ролях
| Актёр             | Роль                       |
| ----------------- | -------------------------- |
| Сара Ремер        | Мэдисон Уолкер             |
| Элизабет Шу       | доктор Элизабет Барнс      |
| Тэрин Мэннинг     | Маргарет                   |
| Фрэнсис Конрой    | Долли мать Мэдисон         |
| Имоджен Путс      | Алексис                    |
| Уилл Паттон       | мистер Уолкер отец Мэдисон |
| Эрин Келли        | Грейс                      |
| Доминика Дюверней | пешеход                    |
| Венди Гленн       | ангел                      |